# 季瓊真蘂
季瓊真蘂（きけい しんずい、応永8年（1401年 ）- 文明元年8月11日(1469年9月16日））は、室町時代の臨済宗の僧、相国寺塔頭鹿苑院内の蔭涼軒主（蔭涼職）。蔭涼軒真蘂とも。播磨の赤松氏の支族にあたる上月氏の生まれだが、父母は不明。
雲頂院の叔英宗播に師事、永享7年（1435年）に将軍と鹿苑院主（僧録）の連絡役である蔭涼軒主となり、将軍に近侍する側近となる。嘉吉元年（1441年）に赤松満祐らが6代将軍足利義教を暗殺した嘉吉の乱では、満祐の居城である播磨坂本城に赴き義教の首級を受け取っている。直後に引退するが、長禄2年（1458年）に8代将軍足利義政の引き立てで復帰、伊勢貞親らと共に義政の政治顧問となり、京都五山の人事権を握り幕政に影響力を持つ。
同年、赤松氏遺臣が長禄の変で功績を挙げると赤松氏復帰を義政に取り立て、赤松政則を当主として再興させた。寛正6年（1465年）に義政夫人の日野富子に子（足利義尚）が誕生した後は義政が次期将軍と約束していた弟の足利義視を排斥しようとして策謀し、三管領の1つの斯波氏の家督問題（武衛騒動）にも介入し（一時的に当事者の1人、松王丸を稚児として預かっていた）、文正元年（1466年）に対立する細川勝元・山名宗全らによる文正の政変で貞親・斯波義敏・赤松政則らと共に失脚した。応仁元年（1467年）からの応仁の乱で近江へ逃れ、応仁2年（1468年）に義政の命令で京都へ戻ったが、政治に復帰出来ないまま翌文明元年（1469年）に死去。享年69。
『応仁記』などでは否定的評価で書かれている一方、政則の家臣浦上則宗や宗湛らと交流があり、失脚前の文正元年2月から閏2月に休暇で彼らと侍所所司代多賀高忠を交えて有馬温泉に滞在したことを書き残した。また、蔭涼職の公式日記である『蔭涼軒日録』の永享7年（1435年）から嘉吉元年（1441年）および長禄2年（1458年）から文正元（1466年）の執筆は季瓊真蘂による。